# Youngstown Phantoms
Youngstown Phantoms är ett amerikanskt juniorishockeylag som spelar i United States Hockey League (USHL) sedan 2009, laget grundades dock redan 2003 för spel i North American Hockey League (NAHL). Laget hette Mahoning Valley Phantoms mellan 2005 och 2009 på grund av att Youngstown Steelhounds var aktiva och spelade i Central Hockey League (CHL). De spelar sina hemmamatcher i Covelli Centre, som har en publikkapacitet på 5 717 åskådare vid ishockeyarrangemang, i Youngstown i Ohio. Phantoms har vunnit en Anderson Cup, som delas ut till det lag som vinner USHL:s grundserie, för säsongen 2014–2015) men ingen Clark Cup, som delas ut till det lag som vinner USHL:s slutspel.
De har fostrat spelare som Kyle Connor, Ryan Lomberg, Scott Mayfield, Matt O'Connor, Ivan Prosvetov, Dan Renouf, Brandon Saad, Jiří Sekáč, Andrej Šustr och Nathan Walker.